# 청옥중학교
청옥중학교(靑玉中學校)는 대한민국 경기도 평택시 청북읍 옥길리에 있는 공립 중학교이다.

## 학교 연혁
- 2012년 1월 2일 : 설립인가 (8학급 * 3 = 24학급)
- 2012년 3월 1일 : 신동천 초대 교장 취임
- 2012년 3월 5일 : 제1회 입학식(신입생 2학급 46명 입학), 개교식(4학급 112명)
- 2013년 2월 7일 : 제1회 졸업식(졸업생 35명)
- 2023년 3월 1일 : 제6대 강명갑 교장 취임
- 2024년 1월 12일 : 제12회 졸업식(12학급 344명) 졸업생 누계 2,145명
- 2024년 3월 4일 : 제13회 입학(13학급 364명)

## 참고 자료
- 청옥중학교 - 한국교육학술정보원 학교알리미